# Đá Nam
Đá Nam (tiếng Anh: South Reef; tiếng Filipino: Timog; giản thể: 奈罗礁; phồn thể: 奈羅礁; bính âm: Nàiluó jiāo, Hán-Việt: Nại La tiêu) là một rạn san hô thuộc cụm Song Tử của quần đảo Trường Sa. Đá này nằm cách đảo Song Tử Tây khoảng 4 km về phía tây nam, cách cảng Cam Ranh, Khánh Hòa khoảng 550 km.
Về mặt bản chất địa lý Đá Nam là một rạn đá san hô. Đá Nam là đối tượng tranh chấp giữa Việt Nam, Đài Loan, Philippines và Trung Quốc. Hiện Việt Nam đang kiểm soát đá này như một phần của xã Song Tử Tây, huyện Trường Sa, tỉnh Khánh Hòa.

## Đặc điểm

### Địa lý
Rạn san hô đá Nam nằm theo trục đông bắc-tây nam với chiều dài khoảng 2,4 km và chiều rộng khoảng 1,6 km, diện tích 2.19 km2.
Bề bãi san hô tương đối bằng phẳng, được cấu tạo chủ yếu bởi mảnh vụn san hô chết xen kẽ các hố cát sinh vật màu trắng. Ngoài ra, cũng thường gặp các khối đá vôi san hô, kiểu "đá mồ côi". Toàn bộ bề mặt bãi san hồ nằm dưới mực nước biển trung bình, chỉ vài nơi "đá mồ côi" lộ ra khi triều xuống thấp, còn khi triều cao thì bãi bị ngập nước hoàn toàn dưới độ sâu từ 1m đến 2m. Riêng vào thời gian các tháng từ tháng 5 đến tháng 9, hầu như toàn bộ bề mặt đảo được lộ ra, trong thời gian mực nước triều xuống thấp nhất. Khi thủy triều xuống thấp, bãi san hô nổi lên khỏi mặt nước từ 0,5- 0,7m.
Cấu tạo bề mặt đảo là lớp vụn san hô chết và khối tảng đá vôi san hô. Bề dày của lớp vụn san hô chết thường đạt khoảng 40 – 50 cm, có nơi bề dày hơn 60 – 70 cm. Bên dưới lớp vụn san hô là lớp cát sinh vật màu trắng có bề dày thay đổi từ 3 – 5 cm đến 10 –15 cm, nằm phủ trực tiếp trên nền đá vôi san hô. Riêng khu vực phía bắc đảo, lớp vụn san hô chết hoàn toàn vắng mặt, để lộ ra bề mặt thềm đá vôi mài mòn.
Phần rìa quanh rạn san hô có nhiều rãnh xâm thực do dòng triều, được hình thành vào thời kỳ mực biển thấp hơn so với ngày nay. Hầu hết các rãnh xâm thực này đều có hướng vuông góc với bờ đảo và thường bắt đầu từ độ sâu 2 – 3m hoặc 3 – 4m và kết thúc ở độ sâu 18 – 20 m. Trong lòng các rãnh xâm thực gặp nhiều viên cuội đá vôi với mức độ mài tròn tốt. Riêng phía sườn trong atoll, trong lòng các rãnh này được phủ chủ yếu bởi cát sinh vật, lẫn ít viên cuội đá vôi và mảnh vụn san hô chết.
Có một doi cát rộng khoảng 0,3 ha nằm ở phần bắc của bãi san hô này.

### Công trình nhân tạo
Trên bãi san hô có tổ hợp kiến trúc nổi gọi là Đảo Đá Nam được xây dựng từ năm 1988, là điểm đóng quân của Hải quân Việt Nam. Tọa độ địa lí ghi trên bia chủ quyền là 11°30′0″B 114°21′0″Đ / 11,5°B 114,35°Đ. Binh lính ở đây tích trữ nước mưa để chăn nuôi và trồng rau xanh. Năm 2019, một nhà văn hóa đa năng được khánh thành và đưa vào sử dụng trên Đảo Đá Nam.
Tháng 10 năm 2023, Việt Nam bắt đầu tiến hành nạo vét và bồi đắp Đảo Đá Nam thành một đảo nhân tạo. Tính đến tháng 3 năm 2025, đảo này được bồi đắp với diện tích khoảng 60 ha, dài khoảng 1,9 km cùng một âu tàu rộng khoảng 40 ha.

## Lịch sử
Sau sự kiện hải chiến 14 tháng 3 năm 1988 ở Gạc Ma, Việt Nam thực hiện chiến dịch CQ88 với chủ trương gia cố thêm quyền kiểm soát các thực thể địa lý ở quần đảo Trường Sa, trong đó có đá Nam.
Ngày 15 tháng 3 năm 1988, tàu 16, tàu 11 và tàu 05 của Quân khu 5 đưa lực lượng ra làm nhà ở đảo Đá Nam. Đến ngày 7 tháng 4 năm 1988, việc làm nhà trên đảo đã hoàn thành và lực lượng Hải Quân Việt Nam đồn trú và chiếm giữ đảo này cho đến tận ngày nay.

## Hình ảnh
| Đá Bắc Đảo Song Tử Đông Đảo Song Tử Tây Đá Nam Bãi Núi Cầu Bãi Đinh Ba Ảnh chụp vệ tinh đá Nam và các thực thể thuộc Cụm Song Tử (nguồn: NASA). |